# Голозубинці
Голозу́бинці — село в Україні, у Дунаєвецькій міській територіальній громаді Кам'янець-Подільського району Хмельницької області.

## Назва
Назву поселенню ніби дала скеля «Голий Зуб». Проте це тлумачення не є науковим, а радше ґрунтується на так званій «народній етимології», що виходить зі значення слів сучасної української мови. Більш обґрунтованими слід вважати дані, отримані завдяки системному аналізу природних, соціальних, економічних та мовних чинників появи цього топоніма. Археологічні дані доводять, що землі цього села спочатку використовувалися древніми мисливцями. Це було в часи мезоліту, що охоплював час з 11 по 7 тис. до нової ери. Однак, починаючи з 6 тисячоліття до нової ери, коли настала епоха неоліту, стародавні жителі цієї місцини активно перейшли до землеробської діяльності. Цей історичний факт був зафіксований у первісній назві цього села словами давньоєвропейської (індоєвропейської) мови як «кгала+су+бійа+іна+ці». У швидкій, повсякденній вимові таке слово-речення ще у сиву давнину мало звучати як «кгаласубійінці» тобто майже Голозубинці. Ця сума слів-понять передавала дослівно «у засіках(чи на токах)збіжжям багаті живуть».

## Географія
Село лежить на річці Студениці, і на північ та північний схід примикає до сіл Держанівка та Антонівка, а в напрямку на південь міститься село Рачинці. Через Голозубинці проходить автошлях Т 2303.

### Клімат
Голозубинці знаходяться в межах вологого континентального клімату із теплим літом.

## Історія

Пам'ятний знак на честь воїнів-односельчан, які загинули в Другу світову війну

Уперше це подільське село на Студениці згадують у 1530-х роках.
За часів пізнього феодалізму XVIII—XIX століттях Голозубинці були одним з фільварків Дунаєвецького ключа, який належав Красінським (Krasińscy).
Церква святого Миколи збудована у 1665 році — дерев'яна. Нова церква збудована у 1872—1884 роках — кам'яна п'ятиверха. Католицька каплиця збудована 1827 році.
У 1850 році генерал Вінцентій Красінський продав ці землі Вікторові Миколаєві Скібнєвському (Wiktor Mikołaj Skibniewski) гербу Сліповрон (близько 1785—1859). Цей шляхтич був головою Прикордонних Проскурівських судів, а дружиною його була Антоніна Залеська (близько 1801—1852). Потім Голозубинці та околиці (села Іванківці та Меланія) отримав п'ятий син Віктора Миколая, Віктор Зигмунд Скібнєвський (1835—1872). А останнім власником села був син Віктора ІІ — теж Віктор, але цього разу вже Станіслав (1864 — помер після Першої світової війни). Одружений від був на Емілії Жураковській гербу Сас.
Селяни були звільнені від кріпосного права в 1861 році.
Внаслідок поразки Перших визвольних змагань на початку XX століття, село надовго окуповане російсько-більшовицькими загарбниками. Радянська окупація принесла колективізацію та розкуркулення, мешканці села зазнали репресій.
Жителі зазнали сталінських репресій, потерпали від Голодомору 1932–33 років.
Після Другої світової війни у 1946—1947 роках мешканці села вчергове пережили голод.
В радянський період селі знаходилась центральна садиба колгоспу ім. 13-річчя Жовтня, на 2,1 тис. га орної землі якого вирощувались зернові культури, цукрові буряки, овочі. В колгоспі було створено племінну ферму великої рогатої худоби чорно-рябої породи. Колгосп мав агрохімлабораторію, 3 млини, черепичну майстерню, 2 ремонтні і 2 деревообробні майстерні, 2 кузні, кам'яний і 2 піщані кар'єри, швейна майстерня.
З 1991 року в складі незалежної України.
13 серпня 2015 року шляхом об'єднання сільських рад, село увійшло до складу Дунаєвецької міської громади. Об'єднання в громаду має створити умови для формування ефективної і відповідальної місцевої влади, яка зможе забезпечити комфортне та безпечне середовище для проживання людей.
17 липня 2020 року, в результаті адміністративно-територіальної реформи та ліквідації Дунаєвецького району, село увійшло до складу Кам'янець-Подільського району.

## Пам'ятки історичного та природоохоронного фонду

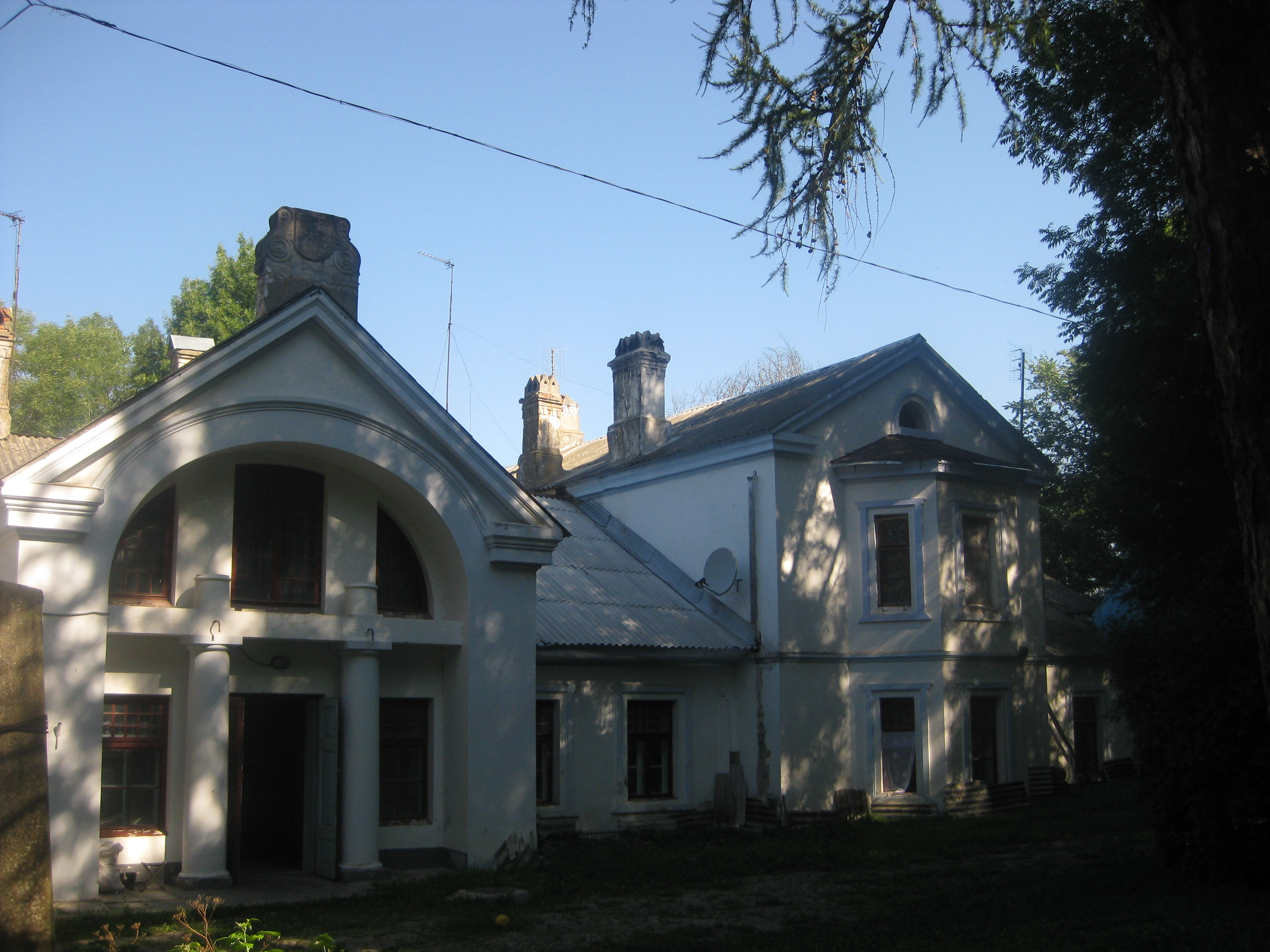
Палац Скибневських

- Садиба Скібнєвських, нині сільська лікарня;

Ймовірно, наприкінці 1870-х років Віктор Зигмунд Скібнєвський зводить на вершині гори над Голозубинцями великий маєток. Будівництво спочатку, задумувалося у стилі класицизму (проєкт Томаша Оскара Сосновського).
Три ризаліти на центральному фасаді, від найменшого — до найбільшого — збереглися до наших днів майже без змін. Як колись, так і тепер споруда була потинькована. Відомо, що на час побудови споруди парковий фасад мав мати великий балкон з балюстрадою.
Наприкінці XIX — на початку ХХ ст. голозубинський палац було значно розширено. Проєкт реконструкції розробив маловідомий барон Горох (Horoch). Тоді дещо було підвищено центральний ризаліт, а над портиком влаштовано напівкруглу лоджію.
А. Урбанський згадує, що «в палаці було чимало гарних старих картин голландської школи, а також палісандрових меблів». Були тут і ескізи до «Berezyny» Войцеха Коссака, а також родинні портрети Скібнєвських та Богданів (з цього роду походила дружина Віктора Зигмунда Скібнєвського Леопольдина).
В окремій залі зберігався турецький намет, який Віктор Станіслав привіз з подорожі до Аравії. В бібліотеці зберігалися рідкісні книги з філософії і психології, а також родинний архів за кілька століть.
- Палац XIX ст., нині житловий будинок працівників лікарні;
- Церква св. Миколи;

Дерев'яна церква св. Миколи збудована у 1665 р. Нова церква збудована у 1872—1884 рр. — кам'яна п'ятиверха. Окремо стояла дерев'яна дзвіниця, розібрана вона у 1886 р.
- Голозубинецький парк (21,0 га).
- Чорний Ліс (лісовий заказник)

## Населення
Населення станом на 1971 рік — 1511 чоловік.
Станом на 2010 рік населення становило 1010 осіб, у селі було 344 дворів.
У 2015 році населення становило 920 осіб.

### Мова
У селі поширені західноподільська говірка та південноподільська говірка, що відносяться до подільського говору, який належить до південно-західного наріччя.

## Релігія
- Костел Непорочного Серця Пресвятої Діви Марії (1827, РКЦ)
- Каплиця «Всім подорожуючим Допомога»
- Церква святого Миколи (УПЦ МП)

## Світлини

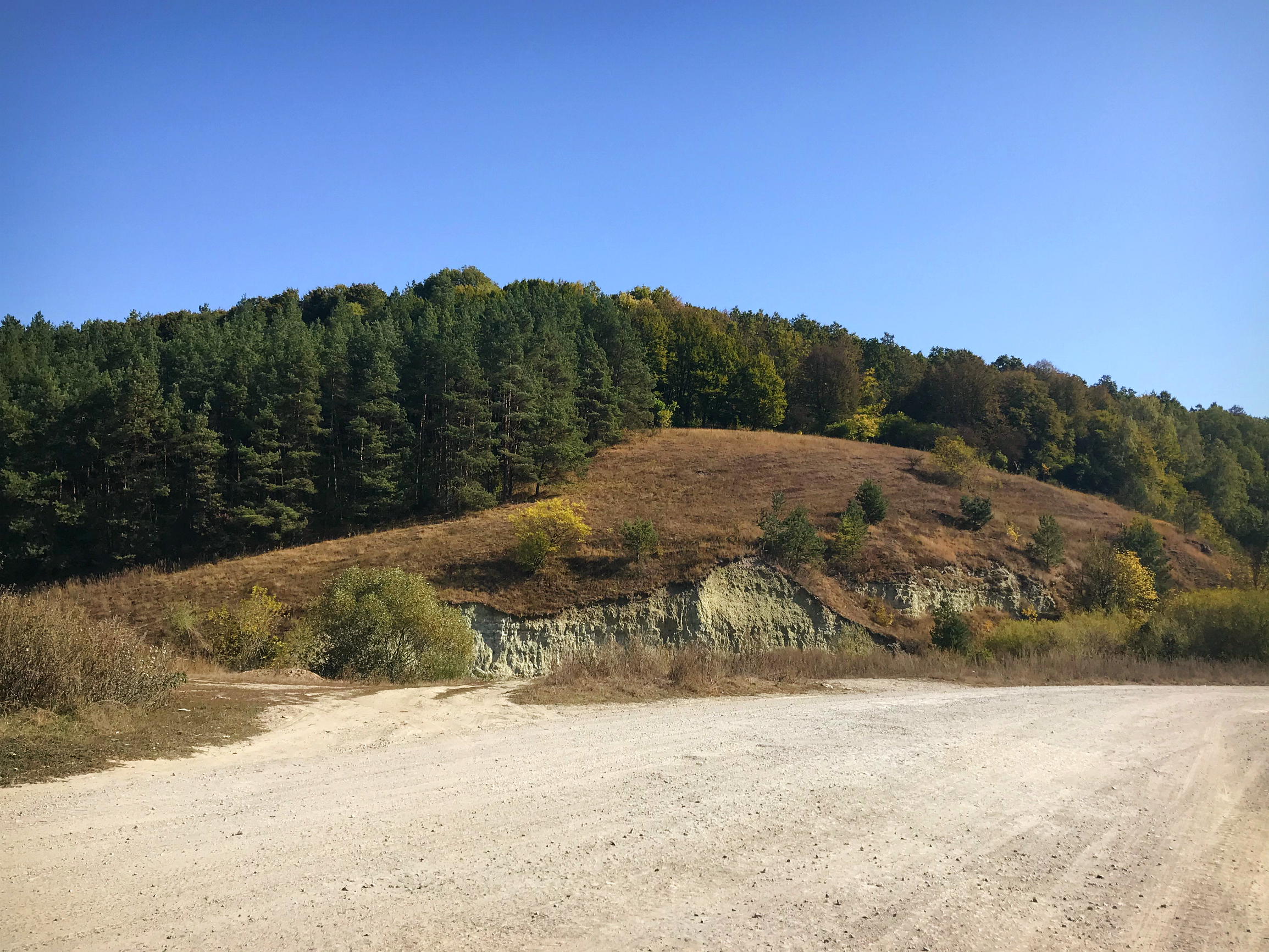
Голозубинецький парк, село Голозубинці
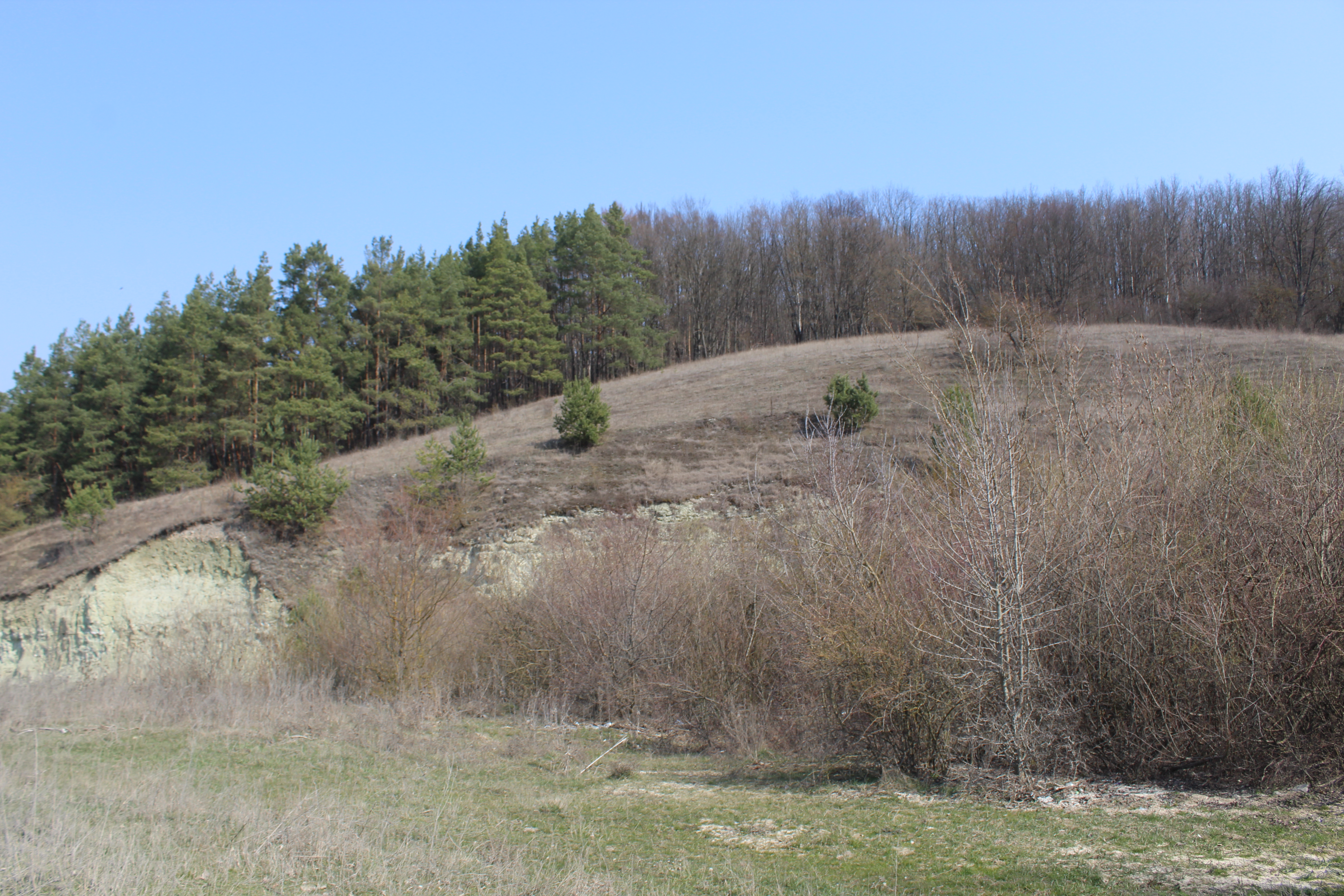
Голозубинецький парк
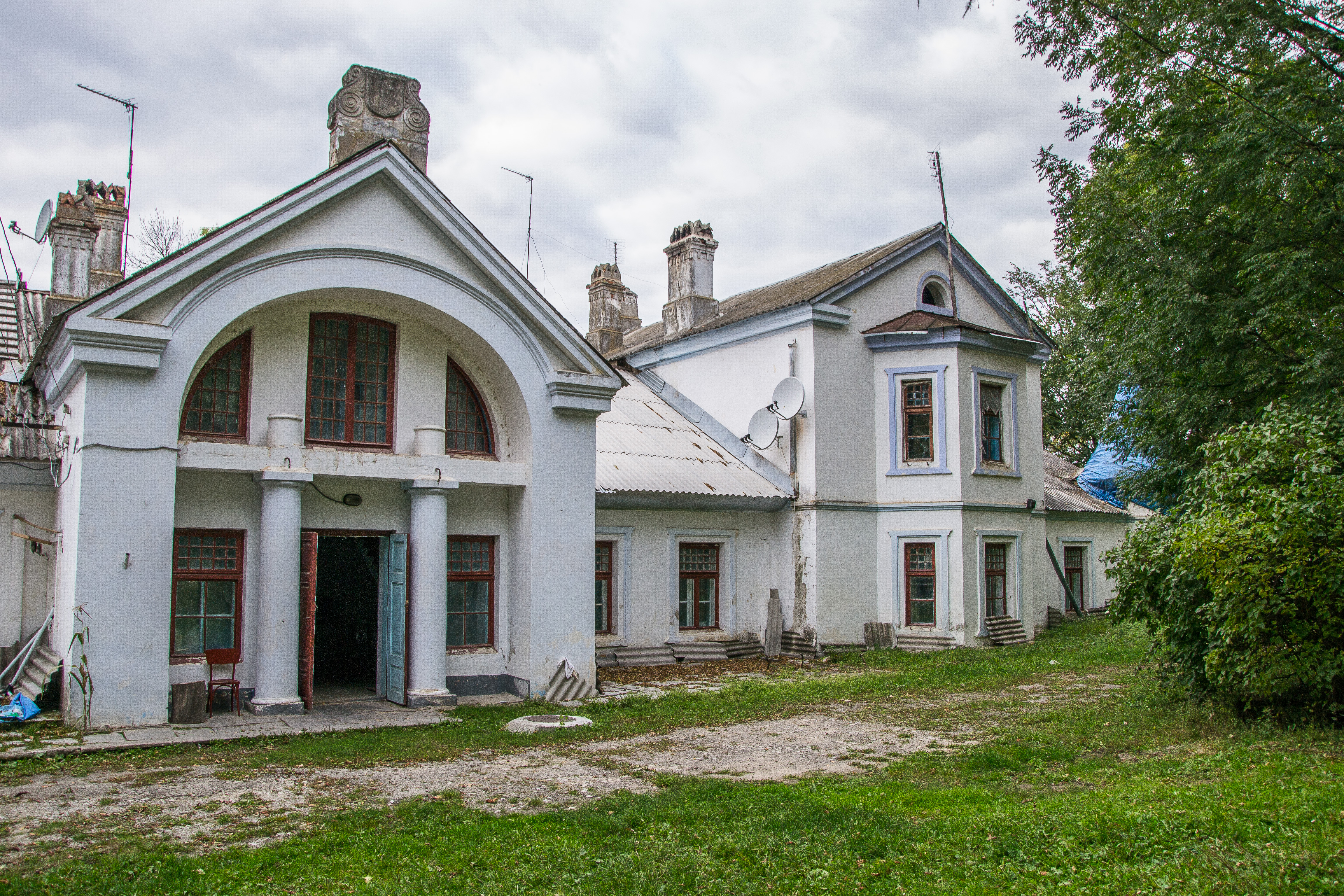
Палац Скибневських
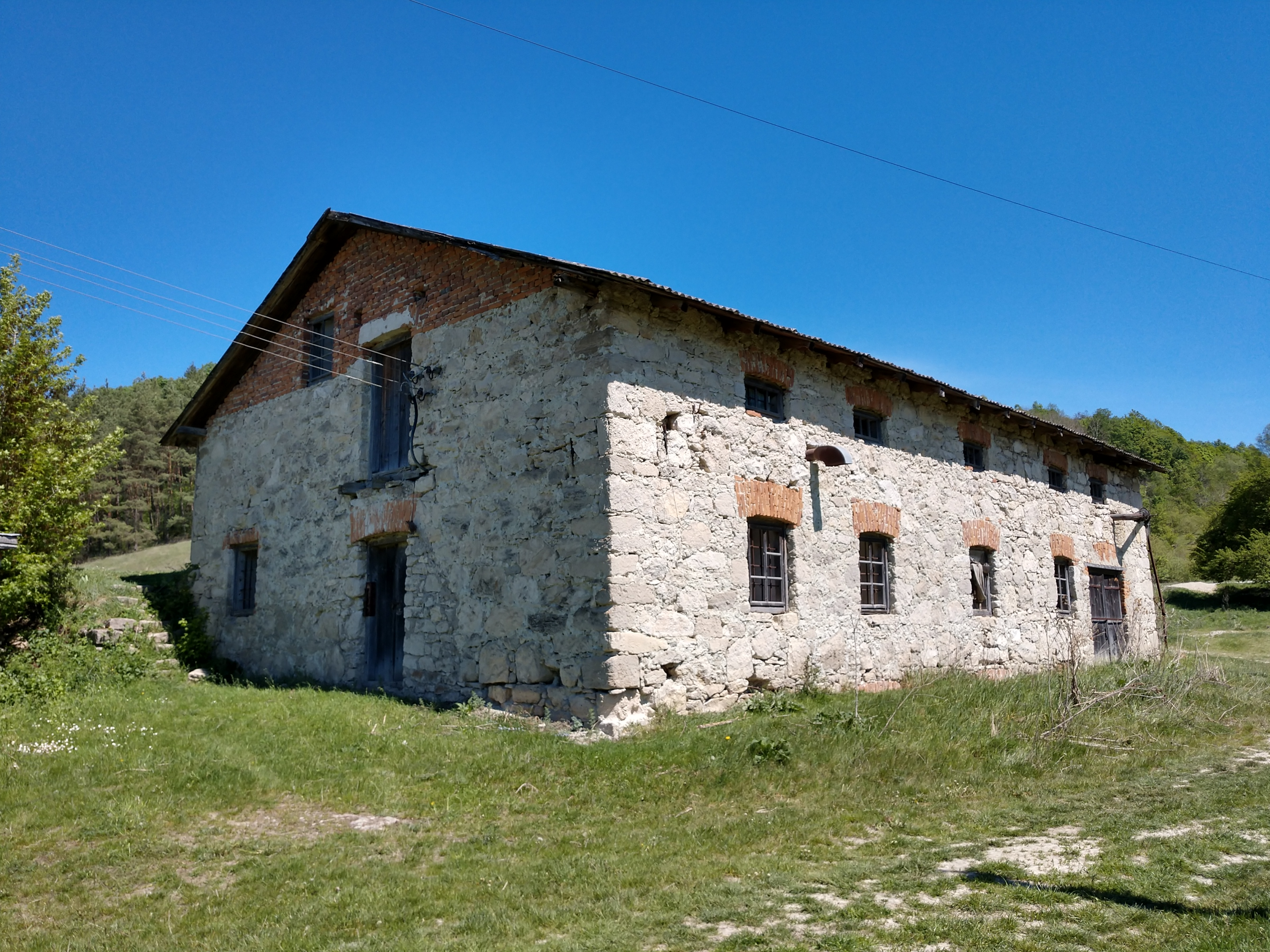
Голозубинці млин
Братська могила радянських воїнів

## Постаті
- Плаксивий Владислав Михайлович — старший сержант Збройних сил України, учасник російсько-української війни. Герой України (2024).